# Kanda-myōjin

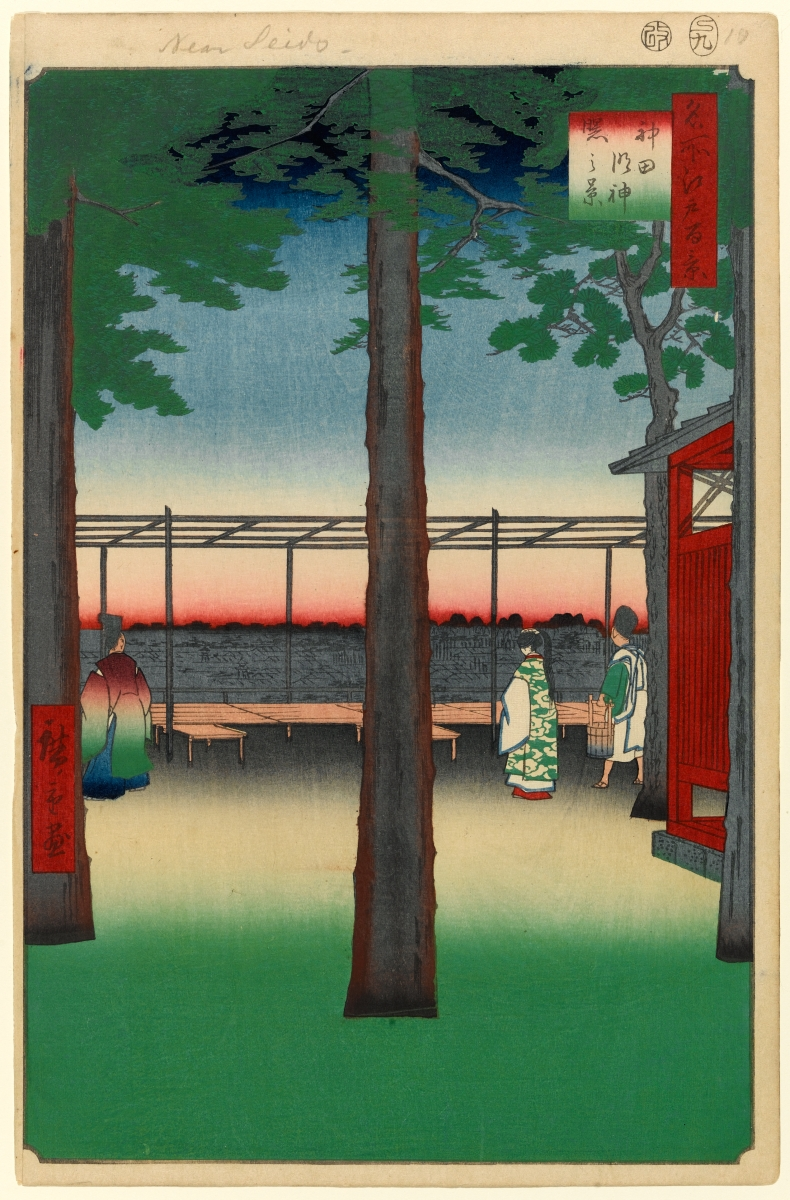
Cent vues d'Edo, Hiroshige.

Le Kanda-myōjin (神田明神), anciennement Kanda-jinja (神田神社), est un sanctuaire shinto situé à Chiyoda, l'un des vingt-trois arrondissements de Tokyo, au Japon. Le sanctuaire a mille deux cent soixante-dix ans d'âge mais la structure principale a été reconstruite plusieurs fois à cause d'incendies ou de séismes. Il est situé dans une des zones résidentielles les plus chères de Tokyo. Le sanctuaire Kanda est un sanctuaire important à la fois pour la classe des guerriers et aussi pour l'ensemble des Japonais, en particulier au cours de l'époque d'Edo, quand le shogun Tokugawa Ieyasu s'y est rendu.

## Histoire
Le sanctuaire Kanda est originellement construit durant la deuxième année de l'ère Tenpyō (730 AD) dans le village de pêche de Shibasaki, près du quartier moderne d'Ōtemachi. Afin de faciliter l'extension du château d'Edo, le sanctuaire est transféré dans l'ancien arrondissement de Kanda en 1603 puis à nouveau déplacé vers son site actuel sur une petite colline près d'Akihabara en 1616. Il est reconstruit et restauré à de nombreuses reprises. La structure actuelle est détruite lors du séisme de 1923 de Kantō et reconstruite en béton (1934) et échappe ainsi aux destructions causées par le bombardement de Tokyo de la Seconde Guerre mondiale, contrairement à nombre de structures historiques du Japon. La restauration est en cours au sanctuaire et le travail se poursuit encore aujourd'hui.

## Architecture

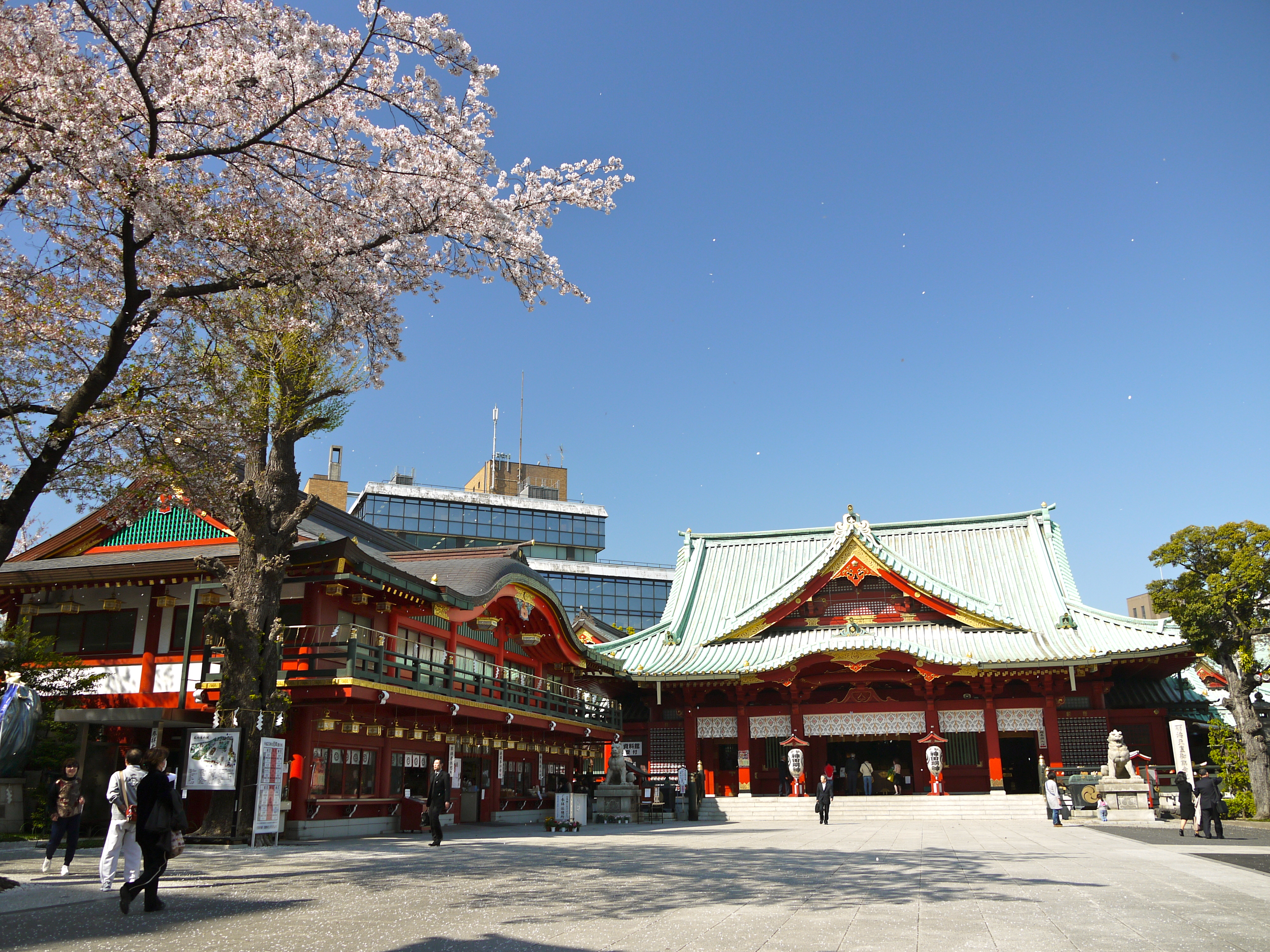
Cour intérieure du sanctuaire.

La porte principale à deux niveaux, Zuishin-mon (隨神門), marque l'entrée du sanctuaire Kanda. Zuishin-mon a été reconstruite en 1995 en bois de cyprès, avec un toit de style irimoya. Le bâtiment du sanctuaire est du style shinto gongen, peint de couleur vermillon, décoré d'or et aux intérieurs laqués. De nombreuses sculptures de son kami consacré se trouvent dans l'enceinte du bâtiment.

## Kami consacré
Les trois principaux kamis consacrés sont Daikokuten, Ebisu et Taira no Masakado. Comme Daikokuten et Ebisu sont tous les deux au nombre des Sept Divinités du Bonheur, le sanctuaire de Kanda est un endroit populaire auprès des hommes d'affaires et des entrepreneurs qui viennent y prier pour leur aisance et leur prospérité.
Taira no Masakado est un samouraï qui se rebelle contre le gouvernement Heian, et plus tard élevé au rang de kami par respect. C'est une importante figure de l'histoire du sanctuaire. Après sa mort en 940, sa tête est séparée de son tronc et apportée dans la zone de Shibaraki, près de l'actuel emplacement du sanctuaire. Les gens du pays qui respectent son défi le consacrent dans le sanctuaire et racontent que son esprit veille sur les régions avoisinantes. Quand son sanctuaire tombe en ruine, il se dit que l'esprit en colère de Masakado provoque des catastrophes naturelles et des épidémies sur les terres à proximité. On murmure aussi que le shogun Tokugawa Ieyasu se sent mal à l'aise d'avoir fait construire son château près d'un tel esprit puissant et décide donc de transférer le sanctuaire Kanda à son emplacement actuel.
Durant l'ère Meiji, l'empereur Meiji est confronté à la pression populaire demandant que le sanctuaire fasse partie des « Dix sanctuaires de Tokyo » (東京十社, Tokyo Jissha) mais hésite à donner suite à cause de l'association du sanctuaire avec Masakado, considéré comme une figure anti-gouvernementale. La question est temporairement résolue en ôtant Taira no Masakado des kamis consacrés. L'esprit de Masakado s'avère cependant si populaire auprès des fidèles qu'il est symboliquement retourné au sanctuaire après la Seconde Guerre mondiale.

## Festivals
Le festival de Kanda (Kanda matsuri), un des trois festivals shinto les plus importants à Tokyo, date de 1600 quand Tokugawa Ieyasu l'organise pour célébrer sa victoire décisive à la bataille de Sekigahara. À l'époque déjà, le festival est assez important pour être nommé festival d'État et ses mikoshi richement décorés défilent dans les rues principales et dans le château d'Edo de sorte que même le shogun peut observer les célébrations. Aujourd'hui, le festival est organisé en l'honneur du kami consacré et célébré autour du 15 mai des années impaires.
Le festival Daikoku se tient également au sanctuaire Kanda en janvier.

## Représentation dans les arts
Le sanctuaire de Kanda a été représenté dans des gravures et peintures de nombreux artistes japonais célèbres, dont Utamaro, Hiroshige et Kobayashi Kiyochika.

## Images

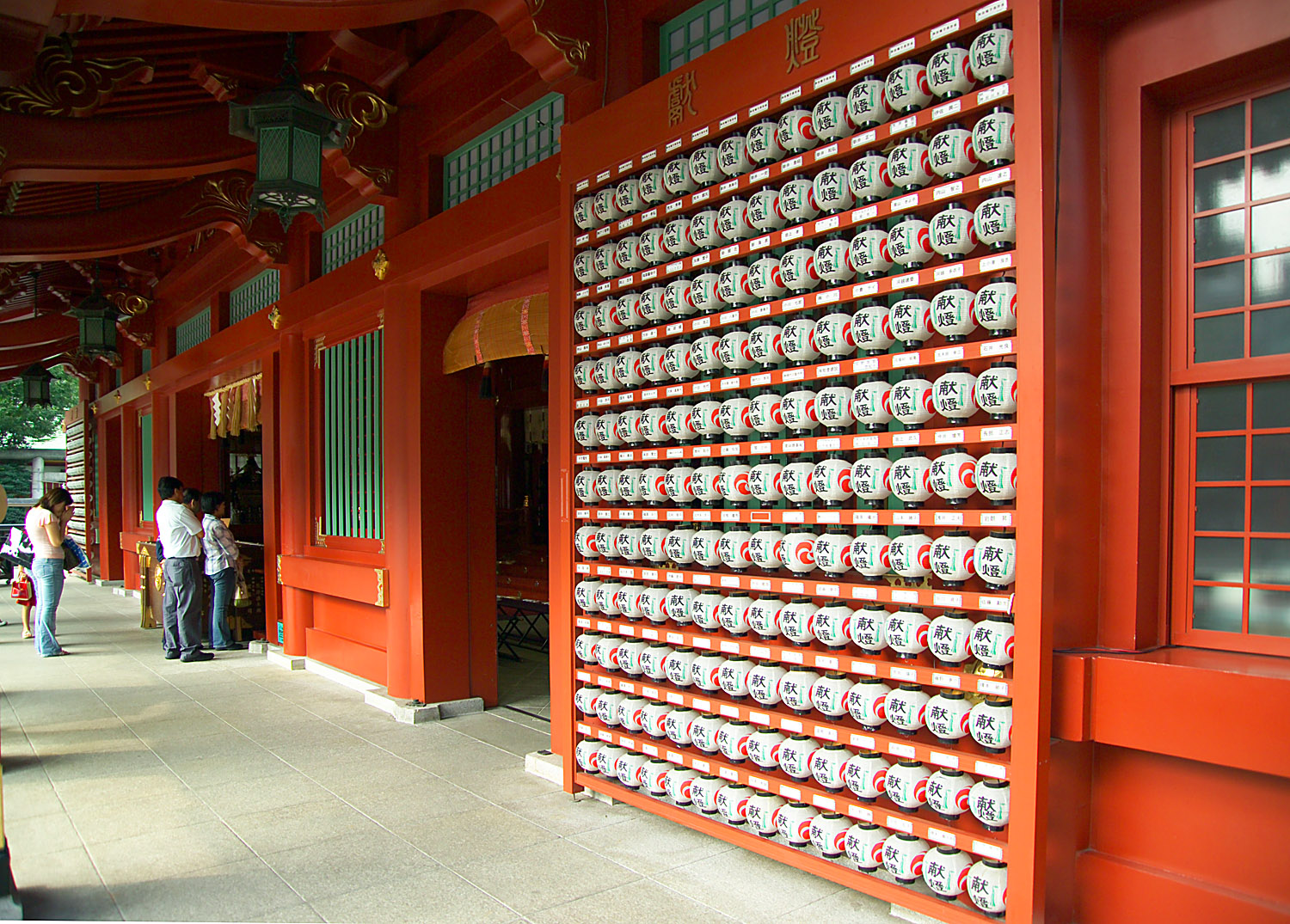
Lanternes.
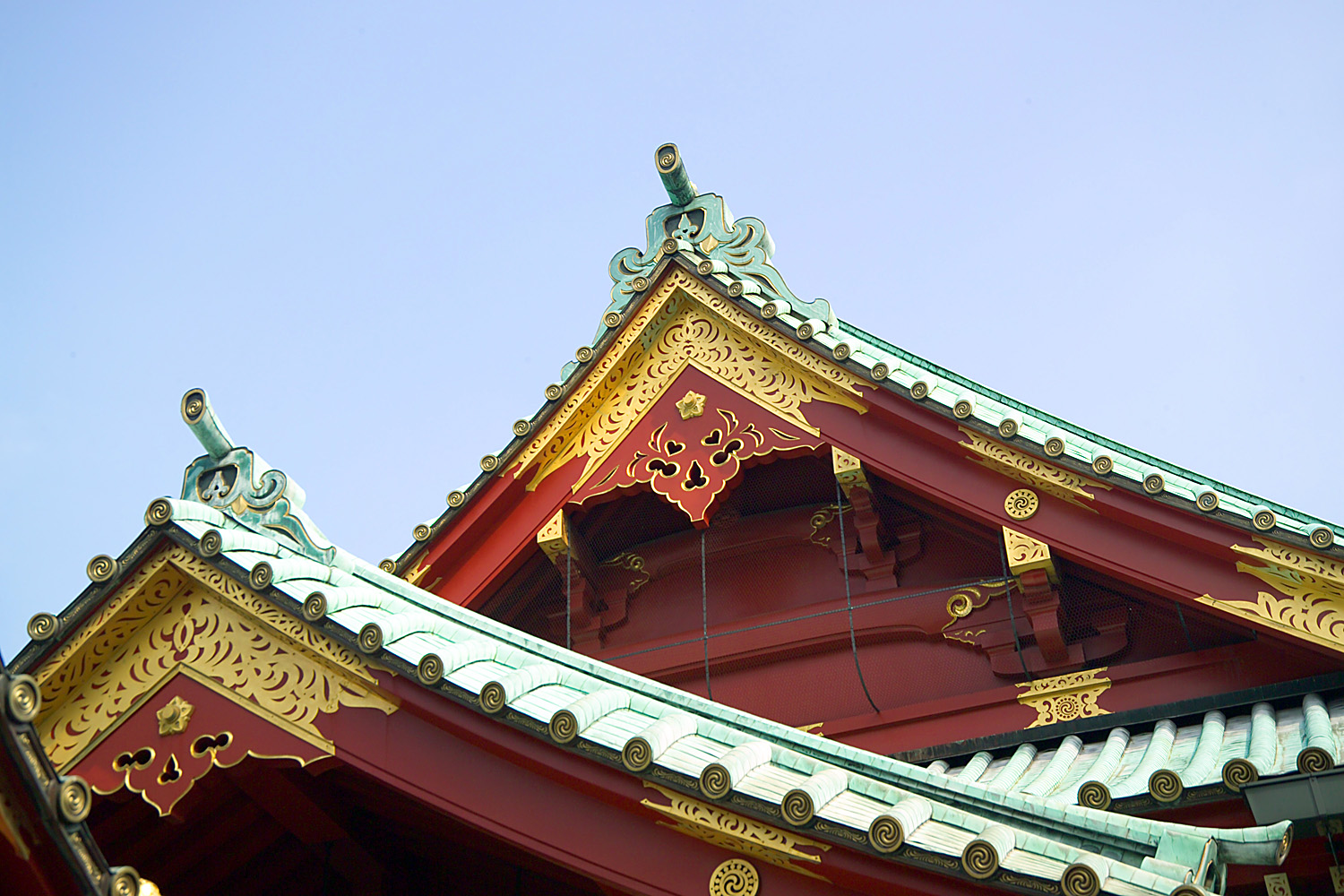
Modèle de toit.
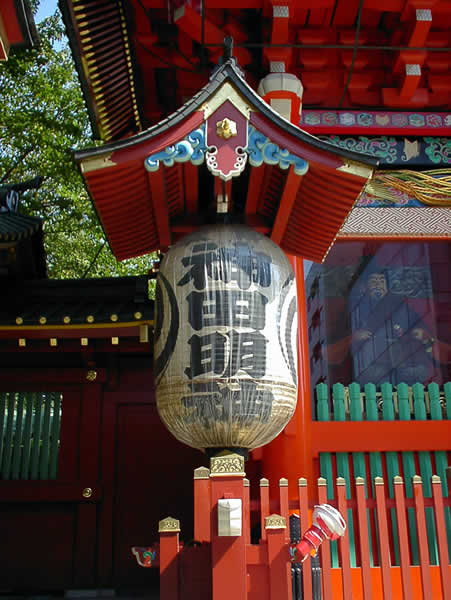
Lanterne en papier.
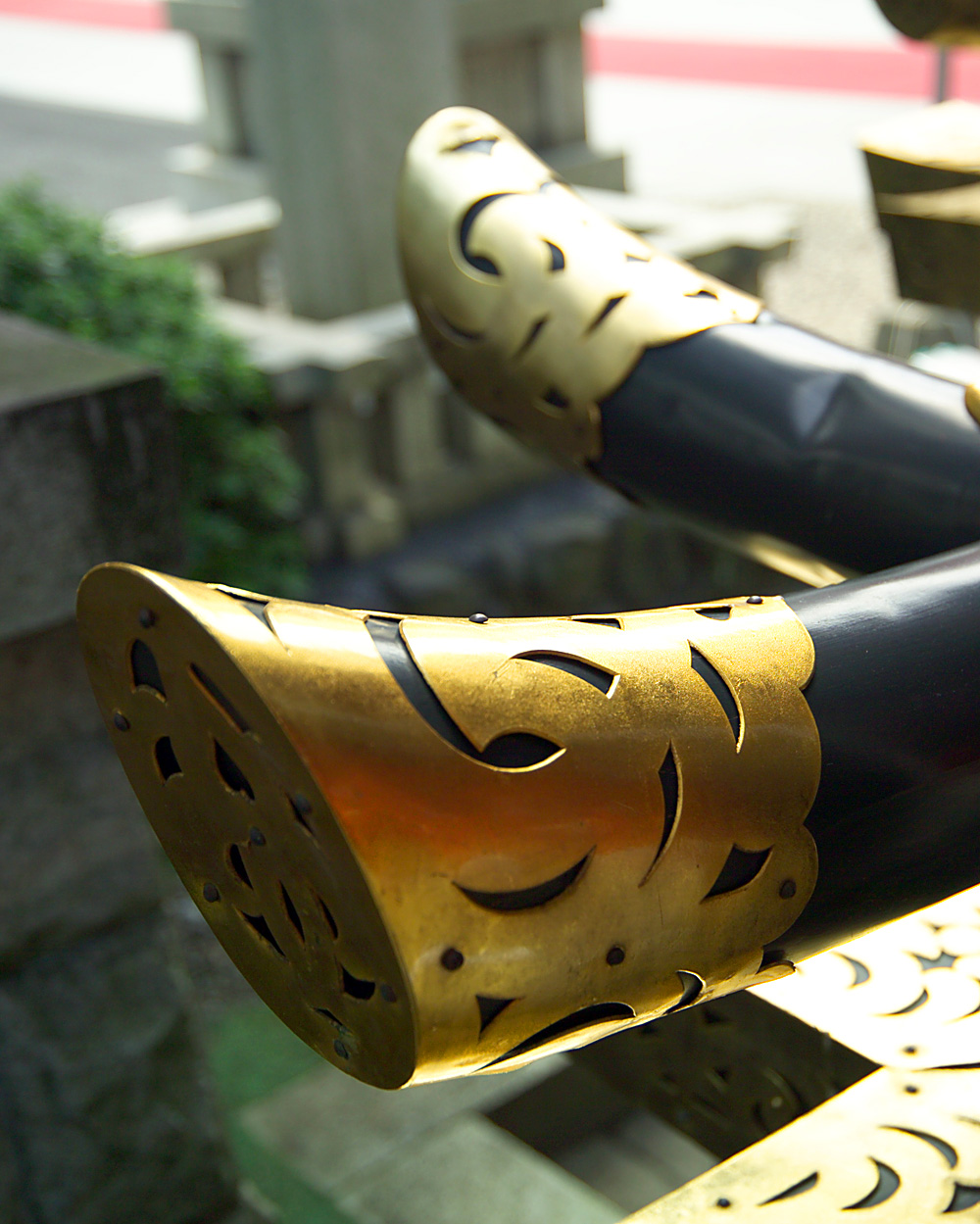
Ornement.
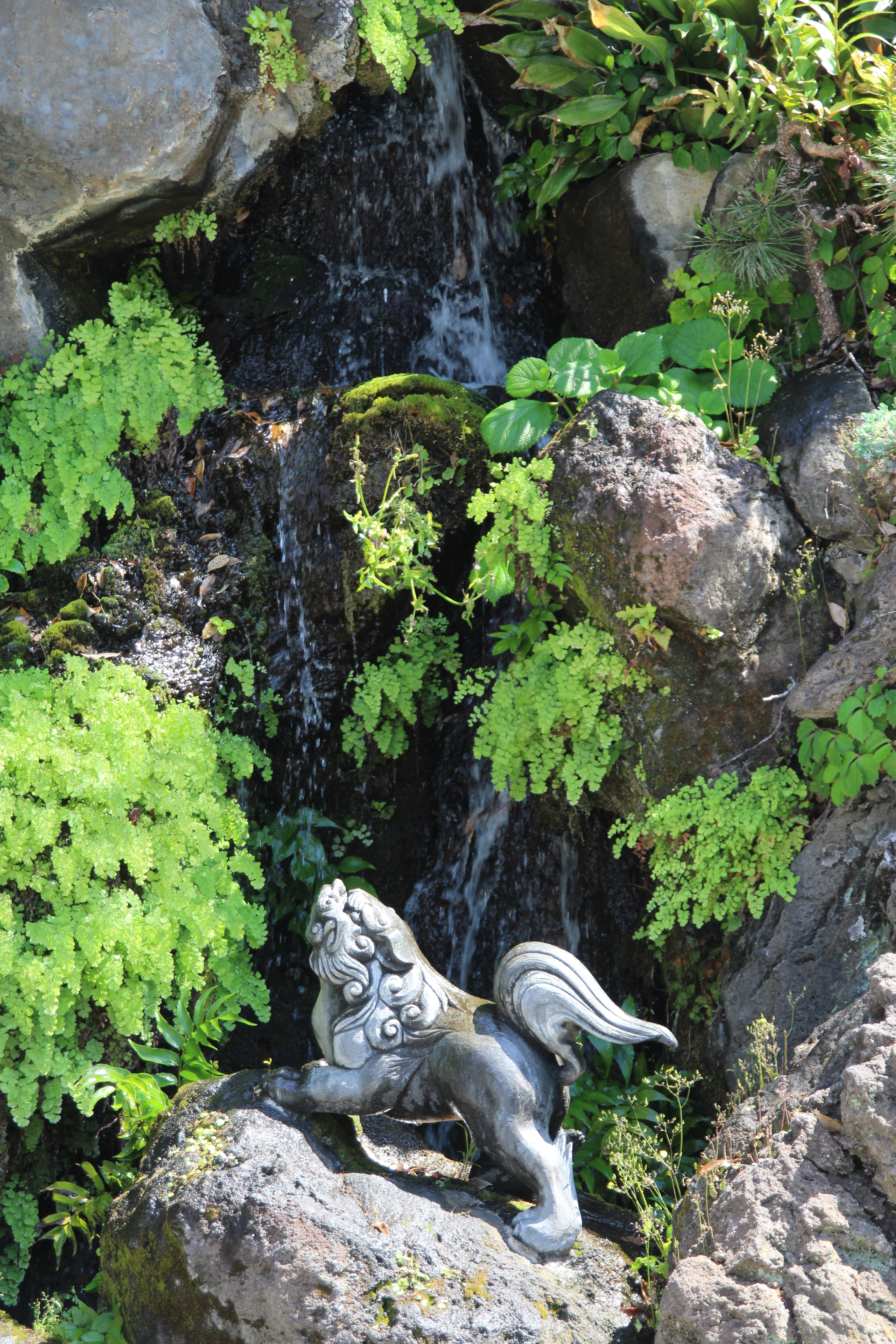
Komainu à la cascade.
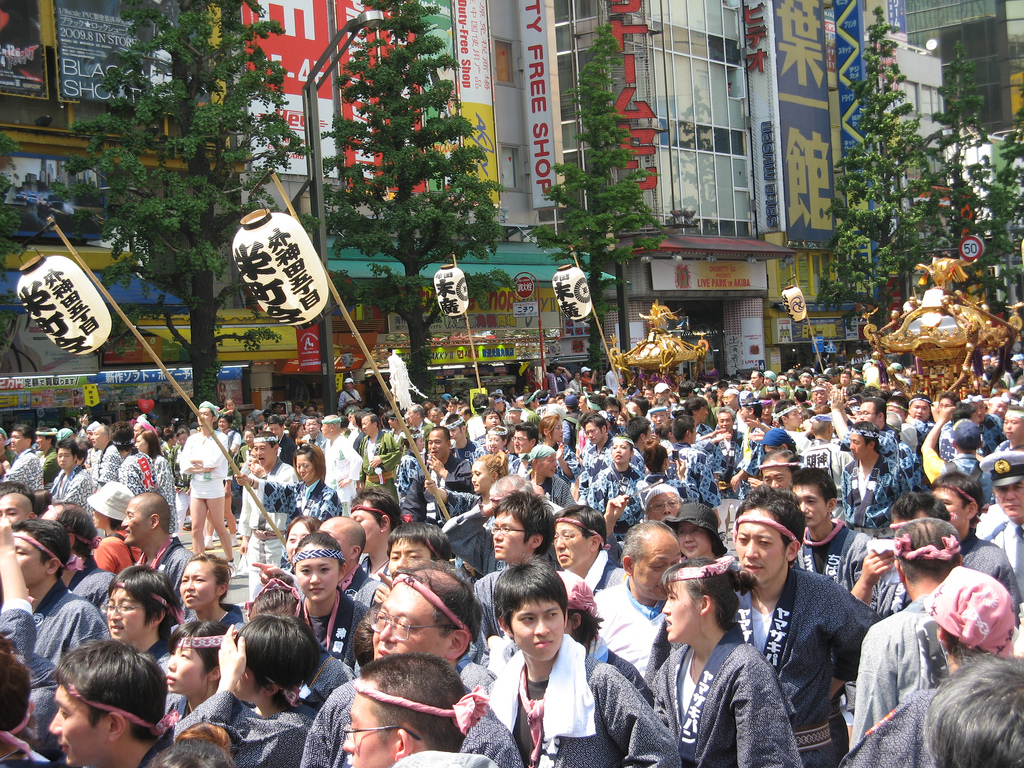
Kanda matsuri.
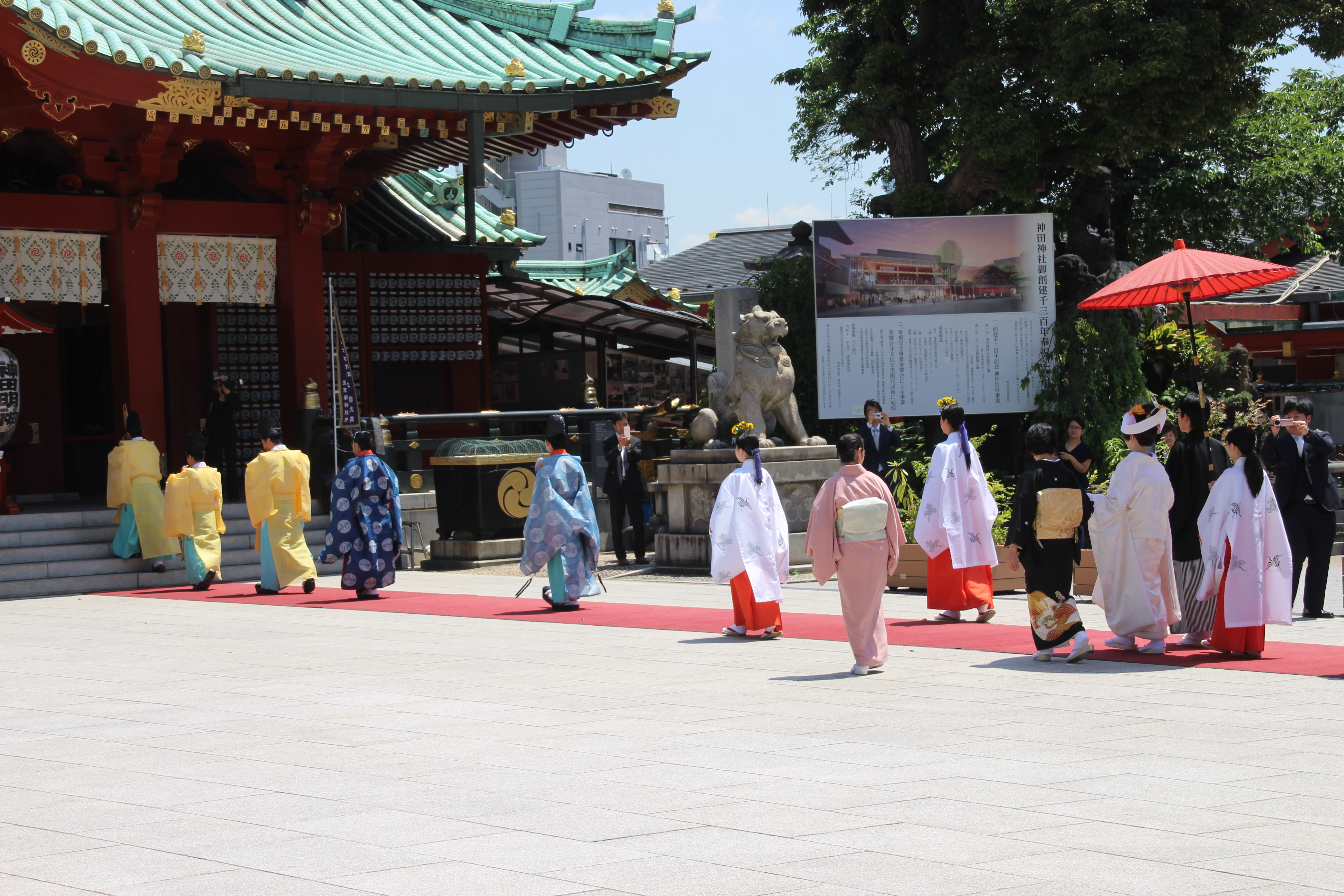
Un cortège de mariage.
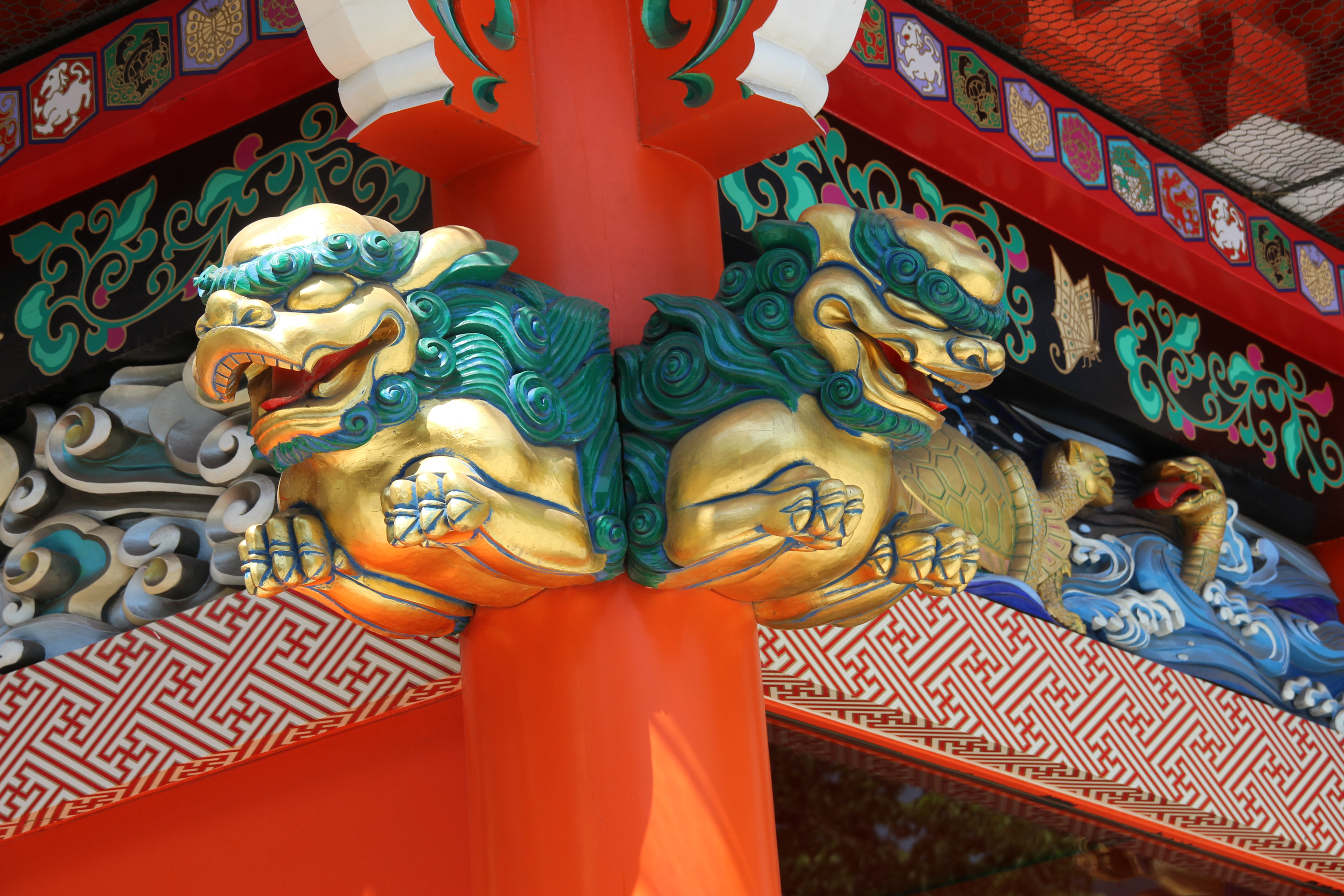
Gardiens polychromes.
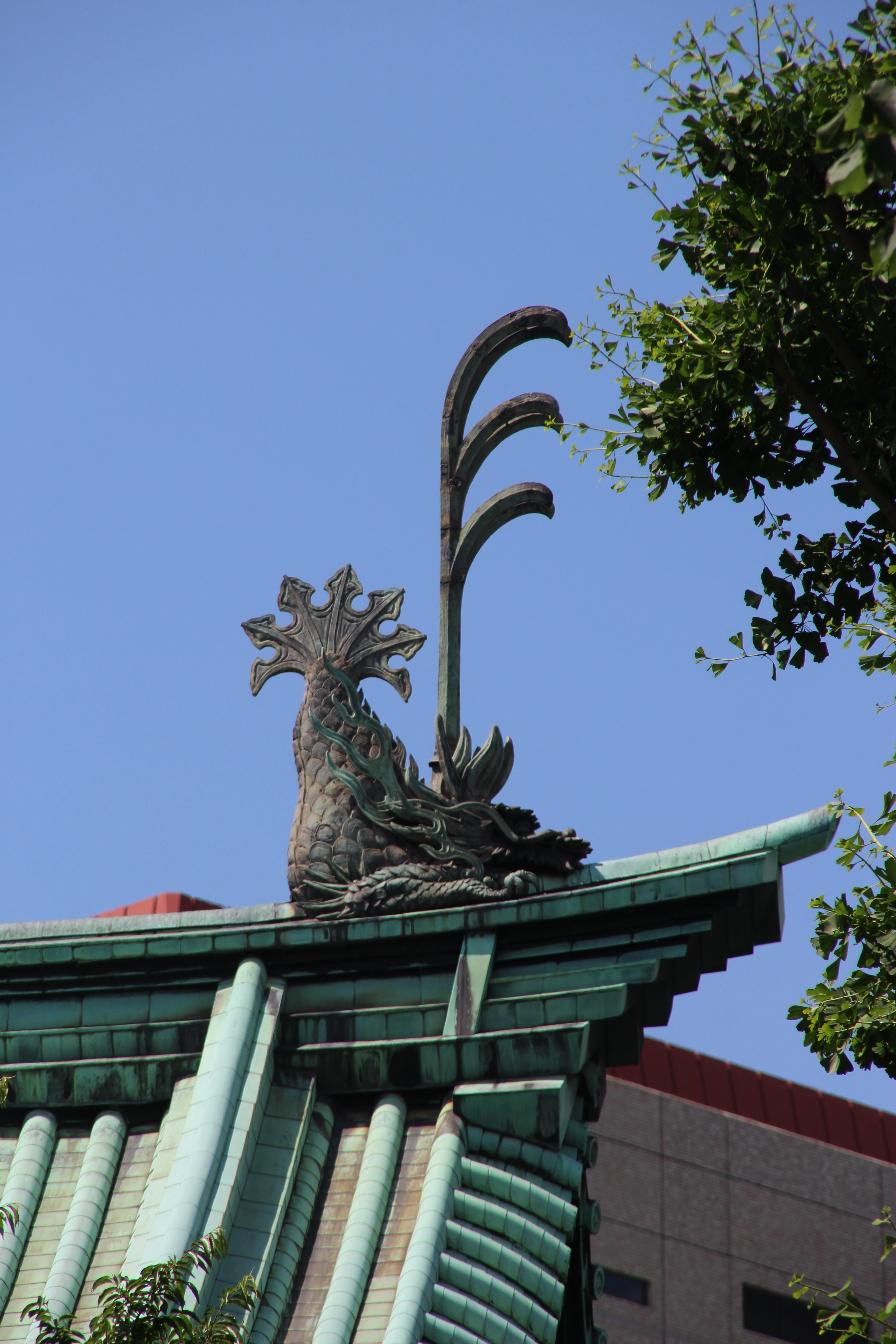
Shachioko.